# Pii Operai Catechisti Rurali
Die Pii Operai Catechisti Rurali, (lat.: Congregatio Piorum Operariorum Ruralium), Ordenskürzel: POCR, ist eine in Italien tätige Kongregation päpstlichen Rechts der römisch-katholischen Kirche. Sie entstand 1943 durch den Zusammenschluss zweier älterer Vorgängerkongregationen. Im Jahre 2016 zählte die Gemeinschaft 50 Mitglieder.

## Geschichte
Der ältere Vorgänger wurde im Jahr 1600 von Carlo Carafa in Neapel gegründet. Die Vereinigung nannte sich zunächst Congregazione della Dottrina Cristiana. Die Gemeinschaft erhielt die erste päpstliche Bestätigung 1606 durch Papst Paul V. Die Statuten wurden endgültig durch Papst Gregor XV. 1621 anerkannt. Von da an nannte sich die Gemeinschaft lateinisch Congregatio Piorum Operatorum, in der italienischen Form Pii Operai. Die Nachricht von der päpstlichen Anerkennung erreichte die Mitglieder des Kongregation in der neapolitanischen Kirche Santa Maria ai Monti, daher wählten sie als Ordenszeichen das Marienmonogramm auf einem Dreiberg.
Das ursprüngliche Tätigkeitsfeld war die Missionierung des Volkes im ländlichen Raum. Die Gemeinschaft um Carafa arbeitete mit Erfolg, was auch in Rom dazu führte, dass sich ein Ableger bildete, seit 1687 ist sie dort ansässig. Sie bekam nacheinander verschiedene Kirchen zugewiesen, darunter seit 1713 auch Santa Maria ai Monti. Ihre eigene Kirche baute die Kongregation ab 1730, es ist San Giuseppe alla Lungara im XIII. römischen Rione Trastevere. Ab 1760 folgte der Bau eines Klosters unmittelbar an die Kirche anschließend, sämtliche Baukosten trug Papst Clemens XIII. Das Kloster ist heute Sitz des Generalprokurators und dient der Ausbildung neuer Kongregationsmitglieder.  Neben der Volksmission, von Rom aus im Latium, trat früher noch die Bekehrung von Juden sowie die Katechese in den römischen Vororten. 
Die jüngere Vorgängerkongregation war die 1928 gegründeten Associazione Religiosa degli Oratori Rurali (ARDOR, kurz: Missionari Catechisti Rurali), nach dem Ordenskürzel ARDOR in Italien auch als Missionari Ardorini bekannt. Die Gemeinschaft wurden von Monsignore Gaetano Mauro gegründet und entstand ursprünglich im kalabresischen Montalto Uffugo. Auch sie widmete sich der Missionierung im ländlichen Raum.
Die Pii Operai waren seit etwa 1870 in Personalschwierigkeiten, 1943 war nur noch ein Kongregationsmitglied im Dienst. Daraufhin vereinigte der Heilige Stuhl die beiden Gemeinschaften am 28. Juni 1943 zur heutigen Kongregation. Derzeitiger Generalsuperior (Preposito Generale) ist Rosario Cimino POCR.